# Olivier Niogret
Olivier Niogret (* 1. Oktober 1975) ist ein ehemaliger französischer Biathlet.
Olivier Niogret vom SC Brénod Corcelles kam zwischen 1999 und 2003 vor allem auf europäischer Ebene zum Einsatz. 1999 kam er in Friedenweiler erstmals im Europacup zum Einsatz und wurde in einem Sprint 21. Damit gewann er auch sofort Europacup-Punkte. Im folgenden Rennen erreichte er als Zehnter in einem Einzel in Champex-Lac erstmals die Top Ten. 2000 nahm der Franzose in Antholz auch das einzige Mal an einem Weltcup-Rennen teil und wurde in einem Sprint 80. Nur wenig später startete er in Kościelisko bei den Biathlon-Europameisterschaften 2000. Nach einem 17. Platz im Sprint verbesserte sich Niogret im Verfolgungsrennen auf Rang 17. Bei den Europameisterschaften 2001 in Haute-Maurienne kam der Franzose auf die Ränge 33 im Einzel und mit Julien Robert, Gaël Poirée und Ferréol Cannard Siebter im Staffelrennen. Ein drittes Mal nahm Niogret 2002 in Kontiolahti an den Europameisterschaften teil. In Finnland kam er in vier Rennen zum Einsatz. Bestes Ergebnis war ein zehnter Platz im Einzel, im Sprint wurde er 36. und 37. der Verfolgung. Die Staffel wurde mit ihm und Alexandre Aubert, Lionel Grebot und Gaël Poirée Zehnte. Im Europacup erreichte Niogret mehrfach Podestplätze. In Windischgarsten war er in der Saison 1999/2000 hinter René Gerth und Ulf Karkoschka Dritter in einem Einzel, in Champex-Lac mit Poirée, Cannard und Raphael Cart-Lamy in einem Staffelrennen. 2000/01 kam erneut in Champex-Lac ein dritter Rang mit der Staffel hinzu, zu der neben Niogret auch Poirée, Albert und Oliver Fine gehörten. Auch 2001/02 wurde er einmal, nun in Forni Avoltri, mit Poirée, Aubert und Grebot Staffeldritter. 2003 beendete er seine Karriere.

## Gesamtbilanz im Weltcup
Die Tabelle zeigt alle Platzierungen (je nach Austragungsjahr einschließlich Olympische Spiele und Weltmeisterschaften).
- 1.–3. Platz: Anzahl der Podiumsplatzierungen
- Top 10: Anzahl der Platzierungen unter den ersten zehn (einschließlich Podium)
- Punkteränge: Anzahl der Platzierungen innerhalb der Punkteränge (einschließlich Podium und Top 10)
- Starts: Anzahl gelaufener Rennen in der jeweiligen Disziplin

| Platzierung | Einzel | Sprint | Verfolgung | Massenstart | Team | Staffel | Gesamt |
| ----------- | ------ | ------ | ---------- | ----------- | ---- | ------- | ------ |
| 1. Platz    |        |        |            |             |      |         |        |
| 2. Platz    |        |        |            |             |      |         |        |
| 3. Platz    |        |        |            |             |      |         |        |
| Top 10      |        |        |            |             |      |         |        |
| Punkteränge |        |        |            |             |      |         |        |
| Starts      |        | 1      |            |             |      |         | 1      |